# Hieracium cinderella
Hieracium cinderella là một loài thực vật có hoa trong họ Cúc. Loài này được (Ley) Ley mô tả khoa học đầu tiên năm 1909.